# أحمد خضيراوي
أحمد خضيراوي (23 يوليو 1989 بعبادان في إيران - ) هو لاعب كرة قدم إيراني في مركز الهجوم. لعب مع نادي استقلال طهران ونادي باس طهران ونادي برق شيراز ونادي إيران جوان ‏.